# Chobot (województwo mazowieckie)
Chobot – wieś sołecka w Polsce położona w województwie mazowieckim, w powiecie mińskim, w gminie Halinów.
| SIMC    | Nazwa          | Rodzaj    |
| ------- | -------------- | --------- |
| 0002683 | Kolonia Chobot | część wsi |

W latach 1975–1998 miejscowość administracyjnie należała do województwa warszawskiego.
Na terenie wsi znajduje się fabryka mebli Chobot.
Wierni Kościoła rzymskokatolickiego należą do parafii Matki Łaski Bożej w Halinowie.